# Леферм (линейный корабль, 1739)
«Леферм» (от фр. Le Ferme) — парусный линейный корабль Балтийского флота Российской империи, один из кораблей типа «Слава России». Находился в составе флота с 1739 по 1756 год, во время русско-шведской войны 1741—1743 годов был вооружен и готов к участию в войне, однако из-за сильных штормов так и не достиг театра боевых действий, после войны неоднократно принимал участие в практических и крейсерских плаваниях эскадр Балтийского флота, а по окончании службы был разобран.

## Описание судна
Представитель серии парусных двухдечных линейных кораблей типа «Слава России», самой многочисленной и одной из самых удачных серий линейных кораблей Российского императорского флота. Корабли этой серии строились с 1733 по 1774 год на верфях Санкт-Петербурга и Архангельска и принимали участие во всех плаваниях и боевых действиях российского флота в период с 1734 по 1790 год. Всего в рамках серии было построено 58 линейных кораблей. Все корабли серии обладали высокими мореходными качествами, хорошей маневренностью и остойчивостью.
Водоизмещение корабля составляло 1200 тонн, длина по сведениям из различных источников от 46,5 до 47,4 метра, ширина от 12,3 до 12,65 метра, а осадка от 5,4 до 5,48 метра. Вооружение судна составляли 66 орудий, включавшие двадцатичетырёх-, двенадцати- и шестифунтовые пушки, а экипаж состоял из 600 человек. Скорость судна при свежем ветре могла достигать восьми узлов.

## История службы
Линейный корабль «Леферм» был заложен на Соломбальской верфи 24 мая (4 июня) 1737 года и после спуска на воду 10 (21) мая 1739 года вошёл в состав Балтийского флота России. Строительство вёл корабельный мастер И. В. Ямес. В 1739 году корабль был вооружён и подготовлен к плаванию, однако из-за того, что в Копенгагене находилась французская эскадра, на Балтику отправлен не был.
В июле 1741 года в составе отряда кораблей перешел из Архангельска в Кольский залив, где остался на зимовку в Екатерининской гавани. 22 июня (3 июля) 1742 года вернулся в Архангельск, затем 19 (30) июля в главе эскадры под общим командованием вице-адмирала П. П. Бредаля вышел из Архангельска для перехода в Балтийское море. В ожидании встречи и возможных столкновений с неприятельским флотом все корабли эскадры были приведены в боевую готовность. В районе мыса Нордкап эскадра попала сильный шторм и из-за полученных кораблями повреждений пришла к острову Кильдин, а затем для исправления повреждений зашла в Екатерининскую гавань, где и осталась на зимовку.
6 (17) августа 1743 года в составе беломорской эскадры под общим командованием капитана полковничьего ранга В. Ф. Люиса вышел из Екатерининской гавани для перехода в Балтийское море. В Северном море корабли эскадры вновь попали в полосу сильных штормов, во время которых «Леферм» потерял мачты, в связи с чем совместно с двумя другими кораблями отделился от эскадры и вернулся в Екатерининскую гавань на ремонт. В июне и июле следующего 1744 года кораблю всё же удалось совершить переход из Кольского залива в Кронштадт.
В 1745 году в составе флота под общим командованием вице-адмирала З. Д. Мишукова принимал участие в крейсерском плавании до мыса Дагерорд, при этом на корабле держал свой флаг командующий флотом. В 1746 году вновь в составе флота выходил в практическое плавание в Балтийское море, а 22 июля (2 августа) и 23 июля (3 августа) того же года участвовал в показательных учениях у Ревеля. В 1748 году в составе кронштадтской эскадры контр-адмирала В. Ф. Люиса принимал участие в крейсерском плавании флота в Финском заливе до острова Готланда. В 1751 году в составе эскадр кораблей Балтийского флота также выходил в практические плавания в Финский залив и Балтийское море.
По окончании службы в 1756 году корабль «Леферм» был разобран в Кронштадте.

## Командиры корабля
Командирами линейного корабля «Леферм» в разное время служили:
- капитан полковничьего ранга Д. Никлас (1742—1744 годы)[комм. 6][14];
- капитан полковничьего ранга Д. Кенеди (1745 год)[15];
- капитан полковничьего ранга Ф. Игнатьев (1746 год)[16];
- лейтенант майорского ранга А. Озеров (1748 год)[17];
- капитан-командор Д. Кенеди (1748 год)[18];
- капитан полковничьего ранга А. И. Полянский (1751 год)[19].

### Комментарии
1. ↑  Также в серию входили два корабля «Северный Орёл» 1735 и 1763 годов постройки, два корабля «Ревель» 1735 и 1756 годов постройки, два корабля «Ингерманланд» 1735 и 1752 годов постройки, два корабля «Святой Пётр» 1741 (до 6 (17) декабря 1741 года назвался «Иоанн») и 1760 годов постройки, два корабля «Полтава» 1743 и 1754 годов постройки, два корабля «Святой Александр Невский» 1749 и 1762 годов постройки, два корабля «Москва» 1750 и 1760 годов постройки, корабли «Слава России» (головной корабль серии), «Основание Благополучия», «Счастие» (до 6 (17) декабря 1741 года назвался «Генералиссимус Российский»), «Благополучие» (до 6 (17) декабря 1741 года назвался «Правительница Российская»), «Екатерина», «Фридемакер», «Лесное», «Архангел Рафаил», «Святая великомученица Варвара», «Святой Сергий», «Святой Иоанн Златоуст» (в 1751 году был переименован в «Святой Иоанн Златоуст второй» в связи с постройкой одноимённого 80-пушечного корабля), «Архангел Гавриил», «Архангел Уриил», «Наталия», «Астрахань», «Рафаил», «Святой Иаков», «Не тронь меня», «Евстафий Плакида», «Святой Иануарий», «Саратов», «Тверь», «Трёх Иерархов», «Трёх святителей», «Европа», «Всеволод», «Ростислав», «Святой Георгий Победоносец», «Граф Орлов», «Память Евстафия», «Победа», «Виктор», «Вячеслав», «Дмитрий Донской», «Мироносиц», «Святой князь Владимир», «Александр Невский», «Борис и Глеб», «Преслава», «Дерись», «Ингерманландия», «Спиридон» и один корабль без названия 1758 года постройки.
2. ↑  155 футов 6 дюймов.
3. ↑  41 фут 6 дюймов.
4. ↑  18 футов.
5. ↑  Англичанин на русской службе оригинал имени Luwis, в русской транслитерации также встречается вариант написания фамилии Лювес.
6. ↑  Англичанин на русской службе, оригинал имени Jon Niclas.